# L'ultimo giorno (singolo)
L'ultimo giorno è un singolo del duo italiano Colapesce Dimartino, pubblicato il 24 gennaio 2020 come primo estratto dall'album in studio I mortali.
Il singolo è stato reso disponibile poco prima di Adolescenza nera, uscito nello stesso giorno.